# Marc Alexandre
Marc Alexandre   (París, 30 d'octubre de 1959) és un judoka francès, ja retirat, que va competir durant la dècada de 1980.
El 1984 va prendre part en els Jocs Olímpics d'Estiu de Los Angeles, on guanyà la medalla de bronze en la competició del pes semi lleuger del programa de judo. Quatre anys més tard, als Jocs de Seül, guanyà la medalla d'or en la competició del pes lleuger del programa de judo.
En el seu palmarès també destaca una medalla de plata en el Campionat del Món de judo} de 1987 i quatre medalles en el Campionat d'Europa de judo, una d'or, una de plata i dues de bronze, entre el 1984 i 1989.